# Priorat (pel·lícula)
Priorat és una pel·lícula documental catalana del 2016 dirigida per David Fernández de Castro amb guió coescrit amb Toni Orensanz amb producció de Lastor Media, Un Capricho Producciones i Televisió de Catalunya. Ha estat rodada en català, castellà i anglès.

## Sinopsi
La comarca catalana del Priorat era deprimida i en declivi fins que a començament de la dècada del 1980 hi van arribar cinc empresaris anomenats "els cinc magnífics": René Barbier, Daphne Glorian, Álvaro Palacios, Josep Lluís Pérez Verdú i Carles Pastrana, que van revolucionar la producció de vi a la comarca i la convertiren en un referent vitícola a nivell mundial. Aquesta història d'èxit ha sigut una inspiració per a moltes altres regions vinícoles.

## Repartiment
Al documental hi apareixen principalment els següents personatges:
- René Barbier - un dels «5 magnífics», enòleg i viticultor, Celler René Barbier, Clos Mogador
- Daphne Glorian - un dels «5 magnífics», enòloga i viticultora, Clos Erasmus
- Álvaro Palacios - un dels «5 magnífics», enòleg i viticultor, Celler Álvaro Palacios, L'Ermita
- Josep Lluís Pérez Verdú - un dels «5 magnífics», enòleg i viticultor, celler Mas Martinet
- Carles Pastrana - un dels «5 magnífics», enòleg i viticultor, Clos de l'Obac
- Sara Pérez Ovejero - enòloga i viticultora, filla del Josep Lluís Pérez, celler Mas Martinet
- Toni Orensanz - periodista i escriptor
- Sal·lustià Álvarez, presidente de la DOQ Priorat i viticultor
- i molts més.

## Exhibicions i nominacions
Fou projectada a la Setmana Internacional de Cinema de Valladolid. Ha guanyat el Premi Ciutat de Reus i el Premi del Públic a Memorimage, Festival Internacional de Cinema de Reus, i el Premi Vi Català, creat per l'Incavi, al Most, Festival Internacional de Cinema del Vi i el Cava, i s'ha estrenat internacionalment a l'IDFA, Festival Internacional de Documentals d'Amsterdam. Ha estat nominada al Goya a la millor pel·lícula documental del 2017.

## Crítiques
| «                           | "Un bon vi ajuda, però no justifica necessàriament un documental. Un vi amb història, sí. Priorat supera els seus hàndicaps per a convèncer-nos d'una cosa i una altra (...) Film, elegant i mesurat (...) Puntuació: ★★★½ (sobre 5)" | » |
| — Carlos Marañón: Cinemanía | |   |